# Metis (planetoïde)
(9) Metis is een van de grotere planetoïden in de belangrijkste planetoïdengordel van het zonnestelsel, tussen de banen van de planeten Mars en Jupiter. De planetoïde heeft een elliptische baan en bevindt zich gemiddeld ongeveer op 2,4 astronomische eenheden van de zon. Vanaf de aarde gezien kan ze een helderheid van +8,1 bereiken.

## Ontdekking en naamgeving
Metis werd op 25 april 1848 ontdekt door de Ierse astronoom Andrew Graham. De planetoïde is genoemd naar de Griekse godin Metis, een van de vrouwen van de oppergod Zeus en de moeder van Pallas Athena. Een andere naam die overwogen werd, Thetis, werd later gegeven aan planetoïde (17) Thetis.

## Eigenschappen
Uit lichtcurve-analyse blijkt dat de as van de planetoïde naar de ecliptische coördinaten (β, λ) = (23°, 181°) of (9°, 359°) gericht is, met een onzekerheid van 10°. Dat geeft de planetoïde een axiale helling van respectievelijk 72° of 78°. Uit beelden van de Hubble Space Telescope en lichtcurve-analyse blijkt de planetoïde een langwerpige vorm te hebben met een puntig uiteinde aan de ene kant en een breed uiteinde aan de andere. De diameter varieert tussen de 220 en 130 km.
Metis is een S-type planetoïde en haar oppervlak bestaat voornamelijk uit metaalhoudende silicaten. Het oppervlak bestaat voor ongeveer 30% tot 40% uit metaalhoudende olivijn en 60% tot 70% uit nikkel en ijzer.
De dichtheid van deze planetoïde is aanzienlijk groter dan die van de meeste grotere planetoïden. Dit heeft tot de hypothese geleid dat Metis ooit de kern van een veel grotere planetesimaal vormde, waarvan ongeveer 90% van de massa tijdens inslagen en botsingen met andere objecten verloren is gegaan. Astronomen zijn er aan de hand van vergelijkingen van baangegevens niet in geslaagd een familie van planetoïden rond Metis te herkennen, die allemaal van dezelfde planetesimaal afkomstig zouden zijn. Uit spectraalanalyse blijkt dat Metis een sterk overeenkomstige samenstelling heeft als (113) Amalthea. Mogelijk zijn de twee planetoïden afkomstig van hetzelfde moederlichaam, waarvan de kleinere brokstukken in latere botsingen verpulverd of uit de planetoïdengordel geslingerd zijn. Daarvoor moet de botsing die dit moederlichaam uiteensloeg minstens 1 miljard jaar geleden gebeurd zijn. Het moederlichaam zou 300 tot 400 km in diameter kunnen zijn geweest, waarbij Metis een deel van de kern uitmaakte en Amalthea een deel van de mantel.